# Sadali
Sadali ist ein Dorf mit 802 Einwohnern (Stand 31. Dezember 2023) am Rand der Barbagia Seúlo in der Metropolitanstadt Cagliari auf Sardinien. Es ist für seinen Wasserreichtum und seine beiden großen Tropfsteinhöhlen bekannt.
Die Nachbarorte sind Esterzili, Nurri, Seui (Provinz Nuoro), Seulo und Villanova Tulo.

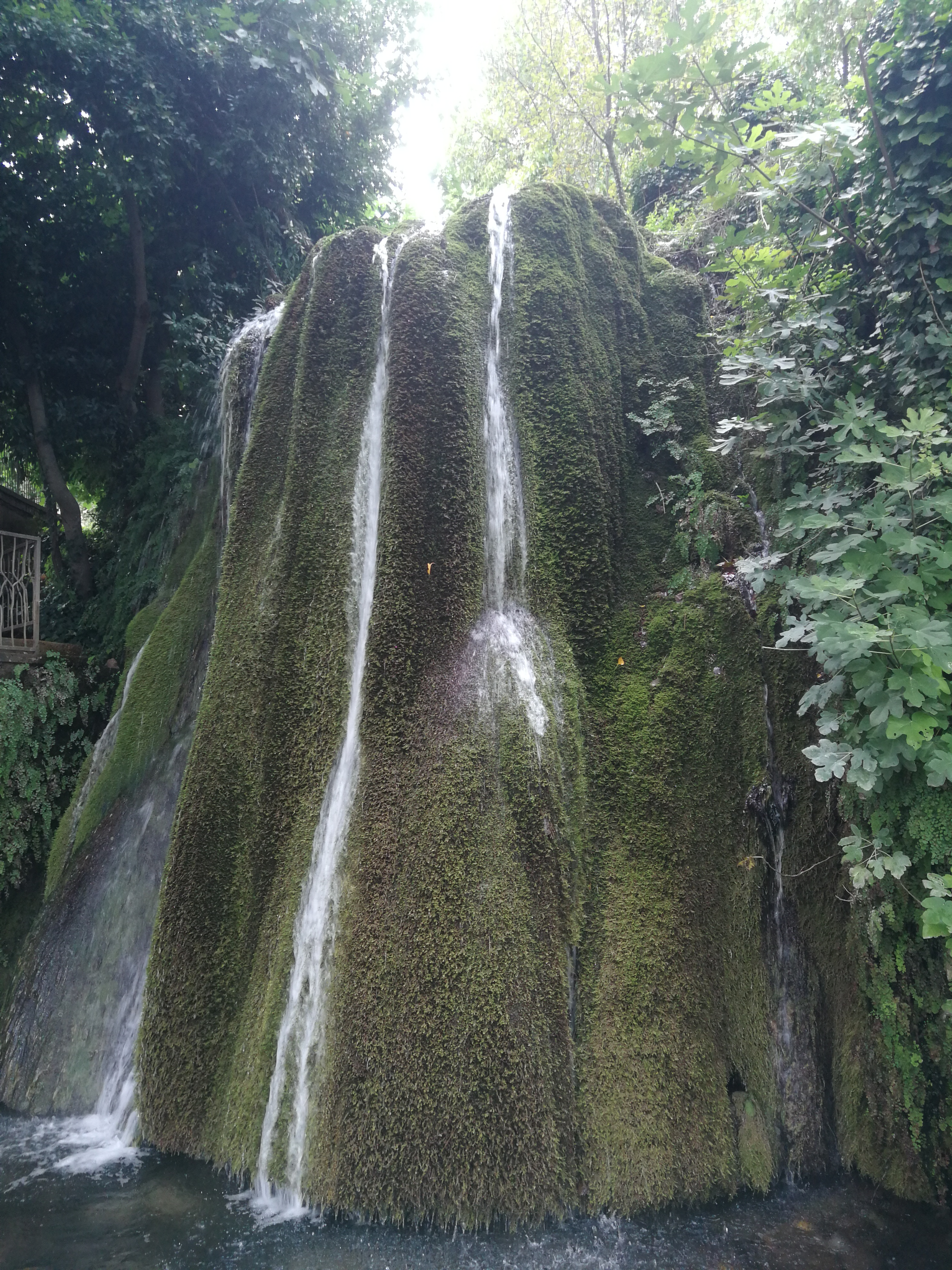
San Valentino Wasserfall

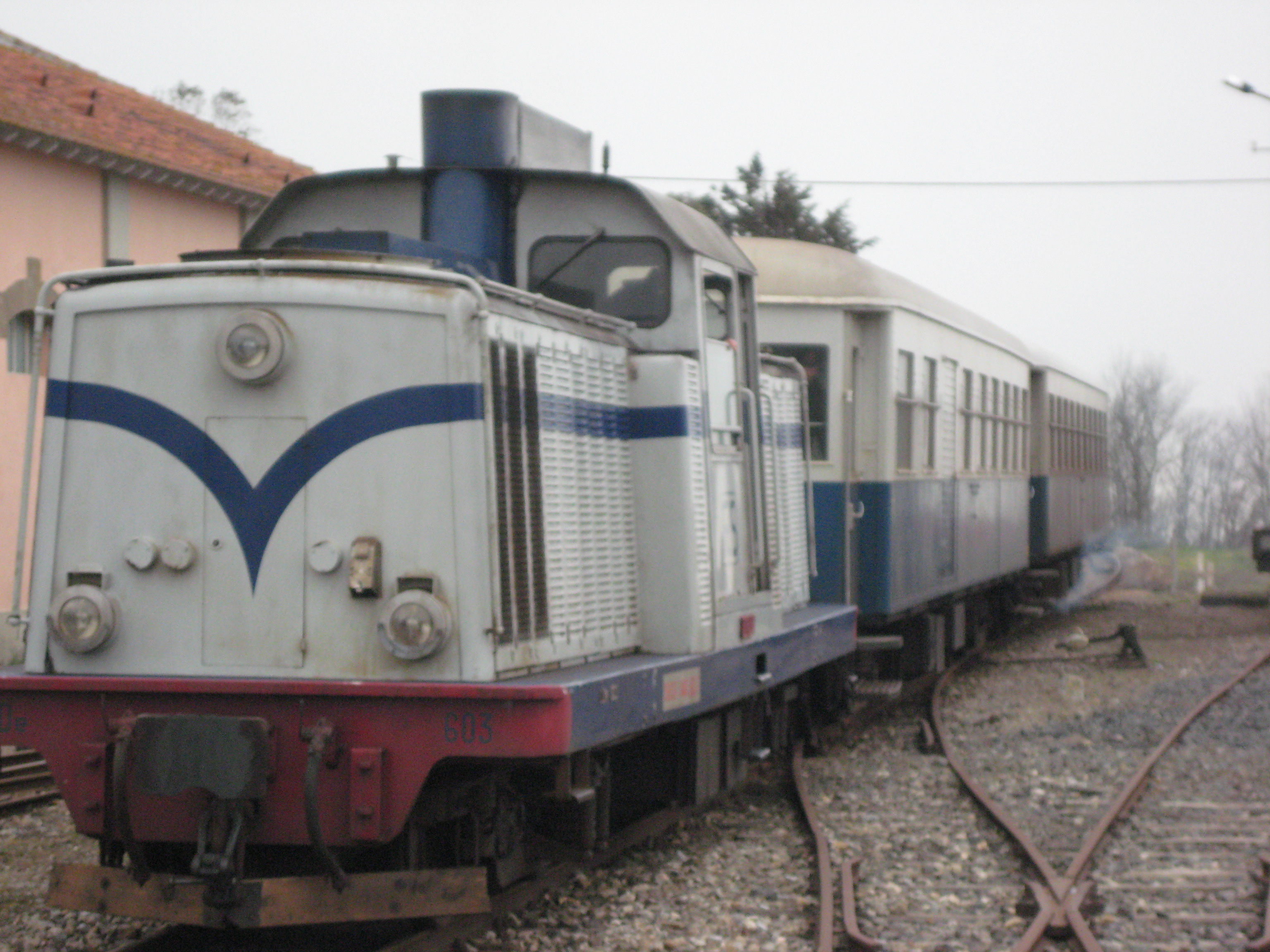
Die Schmalspurbahn

Das Zentrum des Ortes liegt an einem steilen Hang, an dem der „Cascata Sa Pischeria“ entspringt. Der Waschplatz, den die Frauen des Ortes heute kaum noch benutzen, liegt oberhalb eines Wasserfalls, der sich in einen kleinen Mühlenteich ergießt. Benachbart befindet sich das Bruchsteingebäude der alten Mühle. Die Pfarrkirche San Valentine wurde zunächst im 9. und 10. Jahrhundert im spätbyzantinischen Stil erbaut. Nach 1600 wurden einige Seitenkapellen hinzugefügt, und der Glockenturm im zwanzigsten Jahrhundert. Die „Grotta de is Janas“ (Grotte der Feen), die zu den besten Schauhöhlen der Insel gehört, liegt etwa 3 km außerhalb des Ortes, in einem Steineichenwald. Eine weitere Grotte ist die Omu e Zia Cramelia. In Ortsnähe befindet sich die Protonuraghe Serbassèi und die Nuraghe Casteddos de Seddori.
Sadali besitzt einen Bahnhof an der schmalspurigen Bahnstrecke Mandas–Arbatax, der in den Sommermonaten vom Trenino Verde bedient wird.
Wegen sanierungsbedürftiger Brücken ist Sadali mit der Bahn jedoch nur noch aus Richtung Mandas oder in der Gegenrichtung von Seui aus erreichbar. Die Züge von Arbatax wenden in Gairo.